# 영락제
명 성조 영락제(明成祖 永樂帝, 1360년 5월 2일(음력 4월 17일) ~ 1424년 8월 12일(음력 7월 18일))는 명 왕조의 제3대 황제(재위 1402년~1424년)이다. 그의 휘는 체(棣)이고, 명 태조 홍무제의 4남이며 어머니는 효자고황후 마씨이다. 영락제는 대외 정벌과 해외 무역로 확장 등의 대외 확장 정책을 펼쳐 주변국을 굴복시켜 조공질서를 명확히 했다. 이에 베트남이 명에 정복당하여 한때 중국 영토로 편입되기도 하였다.
홍무제 시기에는 연왕(燕王)에 봉(封)해졌다. 홍무제 사후 조카 건문제(建文帝)의 제위계승 및 제후 숙청 정책에 반발하여 '정난의 변'을 일으켰다. 그리하여 남경(南京)을 함락시키고 스스로 제위에 올랐다. 이후 북경(北京)으로의 천도를 추진하였다. 그는 운하인 회통하(會通河)를 완공시켜 남북 물자 교류의 교두보를 확보한 후 1421년 수도를 남경에서 북경으로 옮겼다.
영락제의 성격을 잘 보여주는 일화가 있다. 건문제가 영락제의 정변에 의해 축출됐을 때 건문제의 스승 방효유는 끝까지 항거하여 그의 가족, 친구, 제자에 이르기까지 모두 847명이 몰살당했다. 영락제는 방효유의 친족, 외족, 처족을 비롯한 십족과 문인, 동지, 그의 서적을 탐독하는 인사들을 모두 숙청하고, 집안의 여성들은 노비나 첩, 기녀로 보냈다. 이는 '십족을 멸한다' 또는 '영락연간의 오이넝쿨 당기기'라는 유행어의 어원이 되기도 했다.
영락제는 중국 황제로는 역사상 최초로 다섯 번에 걸친 막북 친정을 통해 몽골 족 등과의 전투를 지휘했다. 이로인해 명은 헤이룽 강 하류까지 진출하여 요동도사를 설치하고, 여진족은 위소에 편입시켰으며 누르칸도사까지 설치하게 되었다. 이외에도 일본과 동남아시아 국가들에 대한 패권 확립, 베트남의 정벌, 티베트의 회유와 티무르 제국과의 전쟁 준비, 정화의 남해 대원정과 문물 교류 등의 팽창정책을 추진했다. 내정에서는 홍무제의 방침을 거의 대부분 계승하면서 황권을 강화하였다. 그의 치세로 명나라는 전성기를 맞이하게 되었다.

## 생애

### 생애 초반

#### 출생과 유년 시절
영락제 주체는 1360년 홍무제의 네 번째 아들로 태어났다. 어린 시절 그는 아버지 주원장(朱元璋)이 초적으로 활동하는 것을 보았다. 주체의 아버지 주원장은 가난한 농부의 아들로 태어나 어려서 부모를 여읜뒤 절에 걸승이 되었고 그가 태어날 무렵에는 홍건적의 지도급 인사가 되어 있었다. 당시 주원장에게는 마씨 부인(훗날의 마황후) 외에도 고려 출신 첩이 있었는데 이때문에 그의 생모가 고려 여인 또는 몽골계 여인이라는 설도 전한다.
1368년 아버지 주원장이 명나라를 창건하고 황제가 되었다. 그 뒤 28년 후에 명나라는 원나라를 북방으로 몰아내고 중원을 회복한다. 홍무 3년 (1370년), 10세인 그를 북평왕(후일 연왕(燕王)으로 개봉)에 봉해지지만 실제로 북평으로 향해 것은 홍무 13년인 (1380년), 21세 때이다. 청소년기 때에는 이른 아침부터 학자를 초청하였고, 한 번 읽은 책 내용을 잊지 않았다고 한다.
그는 명나라 초기의 개국공신의 한사람인 장군 위국공(魏國公) 서달(徐達)의 딸 서씨(서 황후)와 혼인하였다. 부인 서씨는 영락제가 제위에 올라 황후에 책봉되었지만 그가 황제가 된 지 얼마 안 되어 1407년에 사망한다. 장인인 서달은 홍무제의 황권강화책에 의해 그가 보낸 거위(독약)를 먹고 죽게 된다.

#### 연왕 책봉
그 후 주체가 어른으로 성장하는 10년 동안 명 제국은 안정을 얻고 정교한 행정기구를 마련하였으며 많은 분야에서 강력하게 개편을 추진하면서 새로운 사회적·경제적 질서를 확립했다. 그는 어려서부터 아버지와 대신들의 정사를 보는 것에 유난히 관심을 가졌고, 아버지 홍무제는 그의 기질을 알아보았다. 주체는 아버지의 강인하고 정력적이며 변덕스러운 성격을 닮아 범상하지 않은 인물로 성장했고, 아버지의 총애를 받게 되었다. 그의 타고난 지도자적 자질은 형제들보다 훨씬 뛰어났다.
1368년 명나라가 중국을 회복하자 정식으로 연왕(燕王)에 책봉되고 성년이 되자 수도인 남경을 떠나 북평에 주둔하며 북방의 군사들을 총괄하고 중국 대륙에서 쫓겨난 북원의 동태를 감시하였다. 1380년 20세가 되어 베이징을 근거지로 하여 국경지역에서 타타르 등과 교전하여 승리하였고, 1393년 국경지대 수비군 지휘관이 되어 북부 국경을 지키는 수비군을 맡았다.
1392년에 황태자가 죽자 홍무제는 그를 황태자로 삼으려 했으나 대신들의 반대로 실패하였다. 홍무제는 반 년 동안이나 망설이다가 결국 전통에 따라 죽은 황태자의 아들 주윤문(朱允炆)을 후계자로 지명했다. 이때 그를 황태자로 책봉하지 못한 것을 홍무제는 많이 아쉬워했다 한다. 당시 황태손인 윤문은 만 15세의 소년이었다. 1395년과 1398년, 부왕이 죽기 전 두 형이 각각 차례로 죽은 뒤 연왕은 점점 더 거만하고 도도해졌다고 한다.

### 정난의 변
1398년 홍무제가 죽었다. 뒤이어 즉위한 건문제는 자신의 숙부들을 견제하고자 한다. 건문제의 할아버지인 홍무제 연간에 황실을 보호할 울타리로써 홍무제가 자신의 아들들을 변경의 왕으로 봉하였다. 이러한 변경의 군왕세력은 강력한 군사력을 기반으로 하고 있었으므로 건문제에게 큰 부담이 되었으며, 따라서 건문제는 황제로서 자신의 권력을 공고히하기 위해서 이른바 '삭번 정책'을 펼쳤다. 이에 당시 홍무제의 아들들 중 가장 연장자이며 세력이 강대한 연왕 주체가 중심이 되어 1399년 7월 거병하니 이를 '정난의 변'이라고 한다.
1402년 6월 주체는 수도 난징을 점령하고 건문제에게서 제위를 찬탈하여 스스로 황제에 올랐다. 그가 바로 명조(明朝) 제3대 황제 성조 영락제(永樂帝)이다. 영락제는 즉위 이후 얼마간 난징에서 머물다가 1421년 자신의 정치 기반인 베이징으로 수도를 천도하였다. 이로인해 다시 중국의 정치 중심지는 베이징이 되었다. 영락제의 베이징 천도는 그가 북방의 군사력을 온전히 장악하게 되었음을 의미할 뿐만 아니라 강남지방의 경제력을 화북지방까지 끌어올림으로써 중국의 경제적 통일을 이루었다고 할 수 있을 것이다. 또한 남방에서 건국된 명 왕조가 북방을 국정 운영의 중심으로 삼음으로써 명실상부한 통일 정권으로 거듭나게 된 것이다.

### 치세 기간

#### 즉위 초반
1403년 영락제는 환관들과 장수들을 시켜서 3개의 대함대를 편성, 동남아시아로 파견한다. 이 함대는 자바 섬, 보르네오 섬, 필리핀, 베트남, 인도 남부 등 동남아시아 전역에 파견되어 그의 즉위를 알리게 했다. 즉위 초기 그는 주변 대외국으로부터 패자로 인정받기를 원했고, 중국에서 멀리 떨어진 이 지역의 군주들한테도 인정을 받고 싶어하였다. 그의 위세에 눌린 말라카, 브루나이를 비롯한 자와섬, 보르네오, 필리핀 등의 부족국가와 족장들은 그가 재위에 있는 동안 정기적으로 중국에 조공 사절단을 보냈다. 이러한 사절 파견이 신통치 않으면 그는 즉시 해당국에 경고와 통첩을 보내기도 했고, 그의 정복전쟁이 실제 감행되고 있었으므로 동남아 군주들은 그의 위압에 저항하지 못하였다.
영락제는 티베트와 네팔에도 환관과 사절로 파견하여 명나라의 종주권을 인정하고 조공을 거듭 요구하였다. 그 뒤 네팔 등에서도 수시로 사신과 조공이 오게 된다. 이어 중앙 아시아를 지나 아프가니스탄과 러시아의 투르키스탄까지 사절과 관료를 파견하여 명나라의 종주권을 인정할 것을 강요했다. 또한 일본에도 사절을 파견하여 종주권을 인정하라고 요구한다. 당시 일본을 통치하던 실권자 아시카가 막부(足利幕府)의 아시카가 요시미쓰(足利義滿)는 충돌을 피하기 위해 그의 요구를 받아들였고 쓰시마섬 등의 왜구를 잡아가다 난징으로 보내기도 했다. 아시카가가 있을 동안 일본은 조선과 명나라의 해안가를 노략, 약탈하던 왜구들의 송환 명령에 적극 호응하여 이들을 중국 조정에 보내어 벌을 받게 할 만큼 고분고분하게 따랐다. 그러나 아시카가의 후임자들은 중국의 종주권과 조공을 거절했고 그의 사후 세력이 약화된 명나라는 원나라 때의 현해탄 카미카제 사건 등을 언급하며 일본원정을 반대, 일본원정을 포기하게 된다.
영락제는 1410년 스스로 고비사막 북쪽에 원정하였고 이후 1424년 진중에서 병사할 때까지 5차례의 친정(親征)을 하여 영토를 확장시켰다. 티베트와 필리핀, 수마트라, 인도 등으로부터 조공을 받았고, 변경의 소수민족을 억제할 목적으로 구이저우 포정사사(貴州布政使司)를 설치하여 변방 소수민족의 움직임을 통제하였다.

#### 정벌 사업
영락제는 북경으로 천도하여 홍무제의 신중책을 바꿔, 왕성하게 세력을 넓혔다. 북쪽으로 후퇴한 원나라의 잔당(북원, 명나라에서는 이것을 타타르라고 부른다)은 1388년 토곤 테무르의 왕통이 단절되었으나, 영락제는 원정을 감행해 이들을 제압했다. 만주에는 여진족을 복속시켜 위소제에 조직해 넣는 데 성공했다. 남쪽은 베트남의 진조에서 내란이 일어나자 이를 틈타 정복하였다.
거기에 해외의 동남아시아, 인도양까지 위신을 넓히기 위해 정화가 이끄는 대함대를 파견하여 일부가 메카, 아프리카 동해안까지 도달한 대원정의 결과, 다수의 나라로부터 조공을 받는 관계를 맺었다.
친히 대군을 이끌고 다섯 번에 걸쳐 몽골 족과 교전하여 헤이룽 강 하류까지 진출하였다. 이때 그가 국외 정벌과 원정을 위해 출병할 때면 황태자인 홍희제가 부황을 대신해 섭정을 하였다. 홍희제는 황태자 시절에 아버지가 오랫동안 수도를 비울 때마다 섭정으로 유능하게 나라를 다스렸고 이미 그가 병사하기 전에 실력을 인정받아 후계자의 지위를 든든히 굳혔다. 아들의 재능을 본 그는 아들에게 섭정 정권을 맡김으로써 안전한 후계체제를 구축하려 하였다.
환관 정화(鄭和)에게 명하여 대함대(大艦隊)를 인솔하게 하여 동남아 국가들에 대한 종주권, 패권 확립 및 서구와의 신 교역로를 개척하였다.

#### 대량의 연좌제
영락제는 즉위 직후 제태와 황자징 등 건문제의 측근 세력을 처형하였다. 그의 즉위 직후, 당시 즉위 조서를 쓰도록 명을 받은 방효유는 붓을 집어던지며 이를 거부했다.
그러던 한편, 건문제의 측근이자 당대의 대문장가인 방효유에게 자신을 찬양하는 글을 쓰라고 요구했는데 그가 오히려 비난하는 글을 쓰자 투옥, 고문한 뒤 회유하였으나 끝내 영락제의 찬양을 거부하였다. 영락제는 그의 십족(구족에다 방효유와 친분이 있는 모든 사람, 방효유의 문집을 애독하는 모든 사람과 모든 제자 추가)을 차례로 처형하고, 집안 여성들은 노비와 첩으로 분배했으며 제일 마지막에 방효유를 처형하였다. 방효유의 처와 자녀들은 자신의 집에서 음독자살하여 화를 면하였다.
방효유가 극형을 당하면서 그의 9족에다 친구·제자 등 847명이 목숨을 잃었다고 한다. 방효유 등을 처형하게 된다면 나라에 충신이 사라질 것이라는 일부의 경고에도 그는 '나의 패륜은 세월이 흐르면 비바람에 잊혀지겠지만, 나의 위업은 역사에 오래 기록될 것'이라 했다. 방효유의 일족 구족에 그 지인들을 묶어 십족이라 하면서 십족을 처형했는데, 여기서 '십족을 멸한다'는 고사가 나왔다. 또한 이를 가리켜 '영락연간의 오이넝쿨 당기기'라는 유행어의 어원이 되기도 했다.

#### 베트남 정벌과 실패
1400년 안남 진씨(陳氏) 왕조의 후계자인 나이 어린 트란이 폐위당하고 새로운 왕조인 찬 왕조가 선포되었다. 영락제가 제위에 오른 직후부터 진씨 왕조에 충성을 바치는 망명자들은 그에게 더욱 열심히 충성을 바칠 것을 맹세하며, 안남에 개입하여 합법적 통치를 회복시켜 달라고 영락제를 졸랐다. 그는 처음에 형식적으로 응답하여 되돌려보내던 중 1406년 안남에 파견된 명나라의 사절단이 살해당하는 사건이 발생하자 영락제는 사신 살해를 응징하기 위해 원정을 정식으로 승인했다. 그해 수마트라까지 원정하여 교지 포정사사(文趾布政使司)를 설치하고 역시 직할지배하에 넣었다.
그가 베트남에 보낸 소규모의 명나라 군대는 순식간에 안남을 정복하여 평정, 함락시켰다. 그러나 진씨 왕조의 후계자 가운데 왕위 자격을 가진 사람이 아무도 없었기 때문에 1407년 영락제는 속국이었던 안남을 중국의 일개 성으로 편입하였다. 그러나 베트남 현지에서는 계속 반발과 저항이 일어났고, 저항이 일어날 때마다 곧 분쇄, 토벌되었지만 항명 독립운동은 계속되었다.
그의 치세 말기부터 베트남의 저항운동은 계속 심해졌다. 1418년부터는 명의 관헌에 대한 유격전이 일어났는데 명나라 군대가 패배함으로써 안남에서 중국의 영향력은 위기를 맞게 되었다. 생애 후반의 영락제도 1410년대 후반에는 이미 남방지역에 대한 초기의 관심을 거의 다 잃어버렸고, 아들인 홍희제의 짧은 치세기간 동안에 겨우 영향력을 행사했다. 결국 그의 사후 1428년 손자 선덕제는 베트남에 대한 식민통치를 포기하게 된다.

#### 정화의 원정 후원
1403년 환관들이 이끄는 3개 함대를 서역 지방에 파견하였으며 1405년부터는 환관 정화(鄭和)의 원정을 후원하였다. 정화는 1405년부터 33년까지 함대를 이끌고 7차례나 항해하여 페르시아만, 홍해, 카스피해와 비잔틴, 아프리카 동해안을 따라 남하하면서 40여개 국가를 방문하였다. 정화는 이들 함대들을 통해 방문한 각국의 정세와 사정을 파악하여 영락제에게 보고하는 한편 방문국가들과의 수교를 통해 교역로를 확보하려 노력하였다. 정화의 교역로 개척은 이후 서구의 문물이 명나라로 유입되는 계기를 마련했으며, 영락제 사후에도 1433년까지 정화의 원정은 계속되었다.

#### 티무르 제국과의 관계
그가 제위에 올랐을 무렵 티베트 넘어 서쪽에서는 투르크-몽골계의 제국을 세운 티무르가 칭기즈칸의 후계자를 자처하며 인도북부와 시리아를 공략했고 1404년부터는 동방 원정에 나설 준비를 하고 있었다. 이는 티베트 또는 중국을 대상으로 한 것이었고 영락제는 이미 이것을 어렴풋이 알아차리고 있었으므로 즉위 직후부터 토번에 대한 우호정책을 펼치는 한편 서쪽에 병력을 비밀리에 주둔시키고 서쪽을 지키는 명나라의 장군들에게 분쟁에 대비하라고 경고했다.
그러나 1405년 티무르가 갑자기 죽자 동방 원정은 취소되었다. 그러나 영락제는 서변의 방비를 계속 강화하는 한편 사마르칸트와 헤라트의 지도자들에게 사신을 파견하여 우호관계를 유지하는 한편 중앙 아시아와의 교역로를 계속 열어놓았다.

#### 황후의 사망과 청혼 거절
1407년 정비(正妃) 서황후가 죽자 인효(仁孝)라는 시호를 내리고, 인효황후(仁孝皇后)의 여동생이며 명나라의 개국공신인 위국공 서달(徐達)의 셋째 딸 서묘금(徐妙錦)에게 청혼하였다. 처제인 서묘금은 재주와 용모가 친언니이자 영락제의 정비인 인효황후보다 더 뛰어났다고 한다. 정비의 모습을 닮은데다가 그녀의 뛰어난 용모와 재주를 본 영락제는 1407년 그해에 새로운 황후의 간택령을 내렸다가 취소하고, 바로 서묘금을 불러들여 청혼하였다.
서묘금은 학식도 뛰어나고 역사서와 고전에 능했다 한다. 그러나 영락제를 멸시하던 서묘금은 영락제의 청혼을 여러번 사양하였다. 마지막으로 그는 서신을 보내 영락제의 요청을 완곡하게 거절한다. 이 서신에서 자신은 양가집 규수로 태어났지만 욕심도 없고 부귀영화도 꿈꾸지 않으며 오직 불교에 귀의하고 싶다는 것과 열심히 불공을 드려 황제의 앞날을 축원하겠다는 것과 다시는 세속으로 돌아올 생각이 없다는 것을 여러번 강조했다. 세상을 떠나 불교에 귀의하여 조용히 여생을 보내고 싶은 것이 소원이라 하였다. 마지막으로 묘금의 장문으로 된 청혼거부 서신을 받자 결국 그는 결혼을 포기한다. 이후 그는 새 황후를 맞이하지 않고 여생을 보낸다.

#### 여진족 공략
또한 동북지방에 성을 쌓고 여진족을 공략하는 한편 여진족을 통제하는 통제기관의 설치를 추진한다. 1403년 만주의 여진족을 통할하기 위하여 백두산 북쪽에 건주위(建州衛)를 설치했는데, 건주위의 설치장소는 건주 지린성 부근의 휘발천(輝發川) 상류에 있는 북산성자(北山城子)였다. 그러나 여진족의 부락은 다양했고, 1411년에는 헤이룽강 하류에 누르간 도지휘사사(奴兒干都指揮使司)를 두었다. 건주위·우자위(兀者衛)·누르간위(奴兒干衛)를 일괄 통제하기 위하여 영락제는 1411년 태감(太監) 이시하(亦失哈) 등에게 명하여 군병 약 1,000을 인솔하고 25척의 선박으로 쑹화 강(松花江)·헤이룽강(黑龍江)이 만나는 하류지점에 행정관청인 도사(都司)를 설치하여 3개의 여진 부락을 감시, 통제하였다.
이어 토착원주민 교화를 위하여 영녕사(永寧寺)를 세우고 2년 교대로 군병 200∼300명을 파견, 주둔하였는데 영락제 말기에는 그 세력이 사할린의 아이누 주거지대까지 미쳤다. 그러나 간도지휘사는 그의 사후 선덕제 때 개원(開原)으로 후퇴한 다음으로는 국력이 쇠퇴해지면서 관리가 허술해졌고 유명무실하게 되었다. 다만 그가 만든 건주위 등은 여진 부족의 토착 부족장이 위의 대표노릇을 수행하여 서서히 독자세력화 하게 된다.

### 생애 후반

#### 베이징 천도
그는 즉위 초부터 난징을 떠나 베이징으로 수도를 이전하려 했다. 베이징은 북평왕에 책봉될 때부터 이미 영락제의 정치적, 세력 기반이었고, 베이징에서는 북부지방의 수비대를 효율적으로 감독할 수 있었다. 1407년에 영락제는 천도를 정식으로 지시한 후 1409년부터는 대부분의 시간을 북부에서 보냈다. 그러나 수도이전을 반대하는 유학자들과 난징이 생활의 주 터전화된 환경은 쉽게 수도를 옮기지 못하는 요인이 되었다. 그의 수도 이전계획은 무려 14년만에야 성사된다.
한편으로 문화에도 비상한 관심을 가져 『영락대전(永樂大典)』 편찬을 주관, 추진하였고, 또 『사서대전(四書大典)』·『오경대전(五經大全)』·『성리대전(性理大全)』 등을 편찬케 하여 과거(科擧) 수험참고서(受驗參考書)로 하였다.
1417년에 베이징을 재건하는 대규모 공사가 시작된 뒤 그는 직접 베이징의 황궁 건립 현장을 시찰하였으며, 한 번도 난징으로 돌아가지 않았다. 17년부터 짓기 시작한 베이징의 새 궁전은 1420년에 완공되고, 1421년 1월 1일 그는 베이징을 명나라의 공식 수도임을 선언하였다. 이로써 베이징은 명나라의 도읍지가 되었다.

#### 당새아의 반란
그의 치세 후반에는 혹독한 징발과 연이은 기근, 흉년과 천재지변이 계속되어 각지에서 농민반란을 직면하게 된다. 그러나 영락제는 이를 모두 강경진압하였다. 그 중 당새아의 난은 그의 치세말년의 권위를 약화시켰다.
1420년(영락 18년) 2월 청주 포대현(蒲臺縣) 출신 당새아(唐賽兒)라는 여성이 당시 중국 각지 농민층을 중심으로 광범위한 영향력을 확대하고 있던 백련교(白蓮敎)라는 종교단체를 근간으로 하여 청주에서 반란을 선언했다. 명나라의 평민 농부인 임삼(林三)의 아내였던 당새아는 어릴 때부터 불경(佛經)을 외웠는데 나중에는 스스로를 불모(佛母)라고 자칭하였고 백련교도가 되었는데 그의 설법에 많은 사람들이 설복하였다.
1420년에는 이들과 백련교도들을 기반으로 1419년 겨울부터 익도(益都)를 점령, 영락제의 실정을 비판하고 그를 폭군이라 규탄했다. 당새아가 이끄는 반란군은 난징과 강소성, 산동성 주변 점령하고 산둥 지방을 중심으로 맹위를 떨쳤다. 영락제는 즉시 진압명령을 내렸으나 관군들은 번번이 패전, 부상당하거나 사상자들만 내던 중 그해 겨우 반란을 가라앉혔다.
나중에 당새아는 체포되어 목과 손발에 형구를 씌우고 굵은 철사로 묶어 놓았는데, 매복한 당새아의 잔당이 그녀를 탈옥시켰다. 이에 시중에는 당새아가 요술(妖術)을 부려 모두 벗어 던지고 달아났다는 전설이 나오게 되었다. 화가 난 영락제는 "삭발하고 중이 되었거나 여도사(女道士) 무리에 당새아가 숨어 있을지 모르니 산둥과 난징, 베이징의 비구니들과 출가한 부녀자들을 모조리 잡아들이라"는 조칙을 내렸다. 명나라 각지에서 수 만명의 비구니 여승과 여도사들이 잡혀왔으나 결국 당새아는 잡지 못했다. 이는 그의 만년 치세에 큰 타격을 주었고, 이는 민중들 사이에 회자화되어 민담과 전설의 소재가 되었다. 후일 청나라 때의 백련교도의 난은 당새아의 난과 홍건적의 난을 참고하였으며, 청나라 때의 작가 여능(呂能)은 당새아의 반란을 소재로 하여 소설 '여선외사'(女仙外史)를 쓰기도 했다. 당새아의 난은 조선에도 알려져 인조실록 등에도 고사로 소개되기도 하였다.

#### 최후
그는 정화 등의 항해사를 서부에 파견하여 서역 등을 탐험하게 하였고, 이후 한나라와 당나라 이후 새로운 교역로(해상 교역)을 개척하게 한다. 《영락 대전》을 편찬하게 하는 등 문화에 대한 관심도 컸다.
몽골족과 교전을 벌여 영토를 확장했고, 동아프리카에 자신의 심복인 정화를 보내 외교활동을 펼쳤다. 그는 문화 사업에도 관심을 쏟아 명나라 학문을 종합한 《영락대전》(永樂大典), 《사서대전》, 《오경대전》, 《성리대전》을 편찬하였다.
1424년 여름 영락제는 몽골 원정에서 돌아오다가 과로로 병에 걸렸으나 의관들조차 그의 병을 고치지 못했다. 병세는 악화되었고 그의 일행은 퇴각하였으나 베이징으로 들어오기 직전인 8월 진중에서 세상을 떠났다. 그의 맏아들인 태자 주고치(朱高熾)가 그 뒤를 이어 홍희제(洪熙帝)가 되었는데, 이미 부황의 출정 중 섭정으로서 정사를 돌본 주고치는 무난히 후계자로 황위를 계승하였다. 당시 영락제의 나이 향년 64세였다.

### 사후
그가 죽자 30여 명의 궁인만 함께 순장하였다. 이 중 2명이 조선인 출신 공녀였고 그 중 1명은 강혜장숙여비(康惠莊淑麗妃) 한씨로 지순창군사 한영정(韓永矴)의 딸이자 조선에서 좌의정을 지낸 한확의 누이였고 소혜왕후의 고모였다.
사후 영락제는 국가의 기틀을 잡은 황제 또는 두 번째 황제에게 의례적으로 주어지는 묘호인 태종(太宗)이라는 묘호를 받았다. 그러나 1500년대 이후 명나라의 유학자들은 그에게 태종이라는 칭호를 부여한 것은 두 번째 황제인 건문제의 존재 자체를 무시하는 부당한 행위라는 여론이 제기되기 시작하였다. 의논이 계속되면서 1538년 영락제의 묘호는 태종에서 성조(成祖)로 바뀌게 된다.
한편 베이징 근교의 명 13릉소재지 광대한 묘역은 영락제가 조성하였는데, 영락제의 묘소는 현재 박물관으로 이용되고 있다. 그외에도 평소 역사에 관심이 많던 마오쩌뚱(毛澤東)이 현장을 답사하는 사진이 전시되어 있다.

## 시호, 묘호
사후에 묘호는 태종(太宗)이고, 시호는 체천홍도고명광운성무신공순인지효문황제(體天弘道高明廣運聖武神功純仁至孝文皇帝)라고 추존을 하였으나, 훗날 가정제 때 묘호를 성조(成祖)로, 시호는 계천홍도고명조운성무신공순인지효문황제(啓天弘道高明肇運聖武神功純仁至孝文皇帝)로 재추존을 하였다.

## 가계

### 조부모와 부모
- 조부 : 인조 순황제(仁祖 淳皇帝) 주세진(朱世珍)
- 조모 : 순황후(淳皇后) 진씨(陳氏)
- 부친 : 태조 홍무고황제(太祖 洪武高皇帝) 주원장(朱元璋)
- 모친 : 효자고황후(孝慈高皇后) 마씨(馬氏)

### 황후
| 봉호       | 시호                    | 이름(성씨) | 재위년도        | 생몰년도        | 국구(장인/장모)                                                     | 별칭  | 비고 |
| ---------- | ----------------------- | ---------- | --------------- | --------------- | ------------------------------------------------------------------- | ----- | ---- |
| 황후(皇后) | 인효문황후 (仁孝文皇后) | 서씨(徐氏) | 1402년 ~ 1407년 | 1362년 ~ 1407년 | 중산무령왕(中山武寧王) 서달(徐達) 중산왕부인(中山王夫人) 사씨(謝氏) | [ 5 ] |      |

### 후궁
| 봉호       | 시호                        | 이름(성씨) | 생몰년도        | 국구(장인/장모)                     | 별칭           | 비고  |
| ---------- | --------------------------- | ---------- | --------------- | ----------------------------------- | -------------- | ----- |
| 귀비(貴妃) | 소헌귀비 (昭獻貴妃)         | 왕씨(王氏) | ? ~ 1420년      |                                     | 소용(昭容)     |       |
| 귀비(貴妃) | 소의귀비 (昭懿貴妃)         | 장씨(張氏) |                 | 하간충무왕(河間忠武王) 장옥(張玉)   |                |       |
| 현비(賢妃) | 공헌현비 (恭獻賢妃)         | 권씨(權氏) | 1391년 ~ 1410년 | 권집중(權執中)                      | 현인비(顯仁妃) | [ 6 ] |
| 현비(賢妃) | 충경소순현비 (忠敬昭順賢妃) | 유씨(喩氏) | ? ~ 1421년      |                                     |                |       |
| 현비(賢妃) | 공화영순현비 (恭和榮順賢妃) | 왕씨(王氏) |                 |                                     |                |       |
| 현비(賢妃) | 소숙정혜현비 (昭肅靖惠賢妃) | 왕씨(王氏) |                 |                                     |                |       |
| 혜비(惠妃) | 장정안영혜비 (莊靖安榮惠妃) | 최씨(崔氏) |                 |                                     |                |       |
| 혜비(惠妃) | 강정장화혜비 (康靖莊和惠妃) | 최씨(崔氏) |                 |                                     |                |       |
| 혜비(惠妃) | 강목의공혜비 (康穆懿恭惠妃) | 오씨(吳氏) |                 |                                     |                |       |
| 혜비(惠妃) | 안순혜비 (安順惠妃)         | 용씨(龍氏) |                 |                                     |                |       |
| 순비(順妃) | 소혜공의순비 (昭惠恭懿順妃) | 왕씨(王氏) |                 |                                     |                |       |
| 순비(順妃) | 혜목소경순비 (惠穆昭敬順妃) | 전씨(錢氏) |                 |                                     |                |       |
| 순비(順妃) | 강의순비 (康懿順妃)         | 이씨(李氏) |                 |                                     |                |       |
| 순비(順妃) | 혜목순비 (惠穆順妃)         | 곽씨(郭氏) |                 |                                     |                |       |
| 순비(順妃) | 정정순비 (貞靜順妃)         | 장씨(張氏) |                 |                                     |                |       |
| 순비(順妃) |                             | 임씨(任氏) | 1392년 ~ 1421년 | 임첨(任添)                          |                | [ 6 ] |
| 여비(麗妃) | 공순영목여비 (恭順榮穆麗妃) | 진씨(陳氏) |                 |                                     |                |       |
| 여비(麗妃) | 강혜장숙여비 (康惠莊淑麗妃) | 한씨(韓氏) | ? ~ 1424년      | 한영정(韓永碇) 의성 김씨(義城 金氏) |                | [ 7 ] |
| 숙비(肅妃) | 단정공혜숙비 (端靜恭惠淑妃) | 양씨(楊氏) |                 |                                     |                |       |
| 덕비(德妃) | 소순덕비 (昭順德妃)         | 유씨(劉氏) |                 |                                     |                |       |
| 비(妃)     |                             | 정씨(鄭氏) |                 |                                     |                | [ 6 ] |
| 비(妃)     |                             | 송씨(宋氏) |                 |                                     |                | [ 6 ] |
| 비(妃)     |                             | 황씨(黃氏) |                 |                                     |                | [ 6 ] |
| 비(妃)     |                             | 여씨(呂氏) |                 |                                     |                | [ 8 ] |
| 비(妃)     |                             | 어씨(魚氏) |                 |                                     |                | [ 8 ] |
| 소의(昭儀) |                             | 이씨(李氏) | 1392년 ~ 1421년 | 이문명(李文命)                      |                | [ 6 ] |
| 첩여(婕妤) |                             | 여씨(呂氏) | 1393년 ~ 1413년 | 여귀진(呂貴眞)                      |                | [ 6 ] |
| 미인(美人) | 공영미인 (恭榮美人)         | 왕씨(王氏) |                 |                                     |                |       |
| 미인(美人) | 경혜미인 (景惠美人)         | 노씨(盧氏) |                 |                                     |                |       |
| 미인(美人) |                             | 최씨(崔氏  | 1392 ~1424년    | 최득비(崔得霏)                      |                | [ 9 ] |
| 궁인(宮人) |                             | 정씨(鄭氏) |                 |                                     |                |       |

### 황자
| -    | 봉호           | 시호   | 이름           | 생몰년도        | 생모            | 자식     | 별칭   | 비고                       |
| ---- | -------------- | ------ | -------------- | --------------- | --------------- | -------- | ------ | -------------------------- |
| 장남 | 황태자(皇太子) |        | 주고치(朱高熾) | 1378년 ~ 1425년 | 인효문황후 서씨 | 10남 7녀 | [ 10 ] | 제4대 황제 홍희제(洪熙帝). |
| 차남 | 한왕(漢王)     |        | 주고후(朱高煦) | 1380년 ~ 1426년 | 인효문황후 서씨 | 11남     | [ 11 ] | [ 12 ]                     |
| 3남  | 조왕(趙王)     | 간(簡) | 주고수(朱高燧) | 1383년 ~ 1431년 | 인효문황후 서씨 | 3남 3녀  |        |                            |
| 4남  |                |        | 주고희(朱高爔) | 1392년          | 강목혜비 오씨   |          |        | 요절함.                    |

### 황녀
| -    | 봉호               | 이름           | 생몰년도        | 생모            | 부마                              | 별칭   | 비고 |
| ---- | ------------------ | -------------- | --------------- | --------------- | --------------------------------- | ------ | ---- |
| 장녀 | 영안공주(永安公主) | 주옥영(朱玉英) | 1377년 ~ 1417년 | 인효문황후 서씨 | 기국충목공(沂國忠穆公) 원용(袁容) | [ 13 ] |      |
| 차녀 | 영평공주(永平公主) |                | 1379년 ~ 1444년 | 인효문황후 서씨 | 경국공민공(景國恭敏公) 이양(李讓) | [ 14 ] |      |
| 3녀  | 안성공주(安成公主) |                | 1384년 ~ 1443년 | 인효문황후 서씨 | 서령후(西寧侯) 송호(宋琥)         | [ 15 ] |      |
| 4녀  | 함녕공주(咸寧公主) |                | 1385년 ~ 1440년 | 인효문황후 서씨 | 운국충순공(鄆國忠順公) 송영(宋瑛) | [ 15 ] |      |
| 5녀  | 상녕공주(常寧公主) |                | 1387년 ~ 1408년 |                 | 목흔(沐昕)                        |        |      |

## 기년과 연호
| 연호       | 사용기간 | 사용기간 | 년수 | 비고 |
| ---------- | -------- | -------- | ---- | ---- |
| 영락(永樂) | 1403년   | 1424년   | 22년 |      |

## 영락제가 등장한 작품
- 《용의 눈물》(KBS, 1996년~1998년, 배우 : 강만희)
- 《육룡이 나르샤》(SBS, 2015년~2016년, 배우 : 문종원)

## 기타
그의 재능을 알아본 홍무제는 장남 주표의 사후 그를 황태자로 올리려 하였으나, 유학자들의 반대로 실패하였다. 홍무제는 이를 심히 애통해했다고 한다.
후일 당새아의 난을 작품화한 소설 '여선외사'에서 그는 천랑성(天狼星)의 환생으로 묘사되기도 하였다.

## 같이 보기
| - 정화의 원정 - 정난의 변 - 방효유 일가 학살 사건 - 정화 - 인효문황후 - 당새아 - 홍무제 - 홍희제 - 건문제 | - 당새아의 난 - 선덕제 - 서달 - 서묘금 - 한영정 - 한확 |

- 조선
  - 태종 (1400년~1418년)
  - 세종 (1418년~1450년)